# Петер Бирош
Петер Бирош (мађ. Biros Péter; Мишколц, Мађарска, 5. април 1976) је мађарски ватерполиста. Тренутно наступа за ВК Егер.